# 臺灣黃杉
臺灣黃杉（学名：Pseudotsuga wilsoniana）又名威氏帝杉、瀾滄黃杉，为松科黄杉属下的一个种。為台灣特有種植物。